# Боргезе, Шипионе (1734—1782)
Шипионе Боргезе (итал. Scipione Borghese; 1 апреля 1734, Рим, Папская область — 25 декабря 1782, там же) — итальянский аристократ и куриальный кардинал, доктор обоих прав. Секретарь Священной Конгрегации обрядов с 22 апреля 1762 по 5 июня 1765. Титулярный архиепископ Феодосии с 5 июня 1765 по 10 сентября 1770. Магистр Папской Палаты с 23 июля 1766 по 10 сентября 1770. Апостольский легат в Ферраре с 16 декабря 1771 по 5 апреля 1778. Камерленго Священной Коллегии кардиналов с 1 марта 1779 по 20 марта 1780. Кардинал-священник с 10 сентября 1770, с титулом церкви Санта-Мария-сопра-Минерва с 12 декабря 1770.